# Phoma polemonii
Phoma polemonii är en lavart som beskrevs av Cooke 1885. Phoma polemonii ingår i släktet Phoma, ordningen Pleosporales, klassen Dothideomycetes, divisionen sporsäcksvampar och riket svampar.   Inga underarter finns listade i Catalogue of Life.